# Regina Bianchi
Regina Bianchi, właśc. Regina d’Antigny (ur. 1 stycznia 1921 w Lecce, zm. 5 kwietnia 2013 w Rzymie) – włoska aktorka filmowa i telewizyjna.

## Filmografia
seriale
- 1977: Jezus z Nazaretu jako Anna
- 1996: Chłopiec z zapałkami jako Meme
- 2003: Elisa z Rivombrosy jako Hrabina Agnese Ristori

film
- 1939: Angelica
- 1961: Sąd ostateczny
- 1968: Temptation
- 1994: Il Giudice ragazzino jako Pani Livatino
- 2001: Il Terzo segreto di Fatima

## Nagrody i nominacje
Za rolę pani Livatino w filmie Il Giudice ragazzino została nominowana do nagrody David di Donatello.